# Liste des mangas de Pokémon
La franchise Pokémon a été déclinée en de nombreux mangas, qui reprennent plus ou moins fidèlement l'univers des jeux vidéo ou de la série télévisée. Ils sont ici présentés dans leur ordre de parution, les œuvres originales d'une part et d'autre part, les « anime comics », composés d'images de la série télévisée ou des films de la licence. La plupart de ces mangas n'ont jamais été adaptés en Occident ; seules trois œuvres originales ont été traduites, généralement partiellement, en français : Pocket Monsters Special, Pikachu Adventures ! et Pokémon : Attrapez-les tous !,.

## Œuvres originales et leurs traductions
- Pocket Monsters (ポケットモンスター?)
De Kosaku Anakubo, publié au Japon par Shogakukan (1996-en cours)
  - Pocket Monsters (ポケットモンスター?) (1996-2003, 13 volumes)
  - Pocket Monsters RS (ポケットモンスターRS?) (2003-2006, 6 volumes)
  - Pocket Monsters DP (ポケットモンスターDP?) (2006-2008, 5 volumes)
  - Pocket Monsters HGSS (ポケットモンスターHGSS?) (2008-2011, 2 volumes)
  - Pocket Monsters BW (ポケットモンスターBW?) (2011-2013, 4 volumes)
  - Pocket Monsters XY (ポケットモンスターXY?) (2014-2016, 5 volumes)
  - Pocket Monsters Sun and Moon (ポケットモンスター サン・ムーン編?) (2017-2020, 4 volumes)
  - Pocket Monsters Aniki (ポケットモンスター アニキ編?), dont Pocket Monsters Sword and Shield (ソード・シールド編?) (2020-en cours)

- Pocket Monsters Special (ポケットモンスターSPECIAL, Poketto Monsutā SPECIAL?)
De Hidenori Kusaka et Mato (tomes 1 à 9) puis Satoshi Yamamoto, publié au Japon par Shogakukan et en France par Glénat Manga sous le titre Pokémon : La grande aventure !, puis par Kurokawa sous les titres Pokémon - La Grande Aventure, Pokémon - La Grande Aventure: Or et Argent, Pokémon - La Grande Aventure: Rubis et Saphir, Pokémon - La Grande Aventure: Rouge Feu et Vert Feuille/Émeraude, Pokémon - La Grande Aventure Diamant et Perle / Platine, Pokémon Noir et Blanc, Pokémon Noir 2 et Blanc 2, Pokémon X et Y, Pokémon Soleil et Lune et Pokémon Épée et Bouclier (1997-en cours)

- Dengeki ! Pikachu (電撃！ピカチュウ?, littéralement Choc électrique ! Pikachu)
De Toshihiro Ono, édité au Japon par Shogakukan (1997-1999, 4 volumes) ; adaptation du dessin animé

- Pocket Monsters PiPiPi Adventures (ポケットモンスターPiPiPiアドベンチャー, Poketto Monsutā PiPiPi Adobenchā?)
De Yumi Tsukirino, publié au Japon par Shogakukan et en France par Glénat Manga sous le titre Pikachu adventures ! (1997-2003, 10 volumes)

- Pocket Monsters Zensho (ポケットモンスター全書, Poketto Monsutā Zensho?, littéralement Pocket Monsters : Le livre)
De Satomi Nakamura, publié au Japon par Shogakukan (1998, 1 volume)

- Pokémon Getto Da Ze ! (ポケモンゲットだぜ！?)
De Miho Asada, publié au Japon par Shogakukan et en France par Glénat Manga sous le titre Pokémon : Attrapez-les tous ! (1999, 5 volumes)

- Pokémon Card Ni Natta Wake (ポケモンカードになったワケ?, littéralement Comment je suis devenu une carte Pokémon)
De Kagemaru Himeno (1999-2001, 6 volumes)

- Pocket Monsters Gold & Silver : Golden Boys (ポケットモンスター金・銀　ゴールデンボーイズ, Poketto Monsutā Kin Gin Gōruden Bōizu?)
De Muneo Saitō (2000-2001, 3 volumes)

- Satoshi to Pikachu (サトシとピカチュウ?, littéralement Satoshi et Pikachu)
De Takashi Teshirogi (2001-2006, 6 volumes) ; adaptation du dessin animé

- Pocket Monsters Chamo Chamo Pretty (ポケットモンスターチャモチャモぷりてぃ, Poketto Monsutā Chamo Chomo Puriti?)
 De Yumi Tsukirino (2003-2006, 3 volumes) ; suite de Pocket Monsters PiPiPi Adventures

- Pocket Monsters Emerald : Chōsen!! Battle Frontier (ポケットモンスターエメラルド 挑戦!! バトルフロンティア, Poketto Monsutā Emerarudo - Chōsen! ! Batoru Furontia?, littéralement Pocket Monsters Émeraude : Le défi !! Battle Frontier)
De Shigekatsu Ihara (2005, 1 volume)

- Pocket Monsters Diamond & Pearl Monogatari - Pokémon DP (ポケットモンスターダイヤモンド・パール物語　ポケモンDP, Poketto Monsutā Daiyamondo Pāru Monogatari - Pokémon DP?, littéralement : Pocket Monsters Diamant & Perle : L'histoire)
De Shigekatsu Ihara (2008-2010, 8 volumes)

- Pocket Monsters Diamond & Pearl (ポケットモンスターダイヤモンド＆パール, Poketto Monsutā Daiyamondo Pāru?)
De Sakai Takayuki (2008-2009, 2 volumes)

- Pokémon Battrio - Mezase! Battrio Masutā (ポケモンバトリオ めざせ! バトリオマスター, Pokémon Batorio - Mezase! Batorio Masutā?, littéralement : Pokémon Battrio - Objectif ! Maître Battrio)
De Takashi Teshirogi (2009-2010, 2 volumes) ; adaptation du jeu d'arcade Pokémon Battrio

- Poketto Monsutā HGSS - Jō No Dai Bōken (ポケットモンスターHGSS ジョウの大冒険?, littéralement : Pocket Monsters HGSS : Les aventures de Jō) 
De Ryū Matsushima, édité au Japon par Shogakukan (2010, 1 volume)

- Pokémon Try Adventures (ポケモントライアドベンチャー, Pokémon Torai Adobenchā?, littéralement : Pokémon Tri-aventures)
De Jun Keijima, Koiking Laboratory et Miho Asada (2010-2011, 3 volumes)

- Pocket Monsters RéBURST (ポケットモンスター　RéBURST, Poketto Monsutā RéBURST?)
De Kusude Jin et Tamura Mitsuhisa (2011-2012, 8 volumes)

## Anime comics
- Pocket Monsters Anime Comics (ポケットモンスター コミックス アニメ?) 
 Anime comics de la série télévisée.